# Guerre civile catalane
 (juin 2025).
Si vous disposez d'ouvrages ou d'articles de référence ou si vous connaissez des sites web de qualité traitant du thème abordé ici, merci de compléter l'article en donnant les références utiles à sa vérifiabilité et en les liant à la section « Notes et références ».
Batailles
- Hostalric (1462) (ca)
- La Força Vella (1462) (ca)
- Le Perthus (1462) (ca)
- Rubinat (1462) (ca)
- Tarragone (1462) (ca)
- Barcelone (1462) (ca)
- Palau-Saverdera (1464) (ca)
- Ulldecona (1465) (ca)
- Calaf (1465) (ca)
- Amposta (1465-1466) (ca)
- La Bisbal d'Empordà (1465) (ca)
- Viladamat (1467) (ca)
- Santa Coloma de Gramenet (1471) (ca)
- Port Mahon (1472) (ca)

La guerre civile catalane (1462 - 1472) oppose le roi Jean II d'Aragon aux institutions de la principauté de Catalogne, la Députation du Général et le Conseil des Cent, qui s'affrontent pour le pouvoir politique. L'élément déclencheur de la crise est la mort, dans des conditions suspectes, de Charles de Viane, fils aîné de Jean II (et demi-frère de Ferdinand le Catholique), institué héritier de la couronne de Navarre par sa mère Blanche Ire. Lors de la capitulation de Vilafranca en 1461, les Catalans avaient imposé à Jean II  la nomination de Charles de Viane  comme lieutenant général de la Catalogne. En réalité, acculé par les problèmes de trésorerie son frère et prédécesseur, Alphonse V le Magnanime, avait multiplié les occasions de mécontentements dans la gestion des justices seigneuriales en Catalogne.  
Les rois d'Aragon dans le souci de contrebalancer les pouvoirs des seigneurs féodaux ont introduit à la fin du XIIIe siècle le principe du pactisme (gouvernement fondé sur des pactes entre les différentes composantes de la couronne). La haut bourgeoisie catalane (Ciutadans Honrats et Burgesos Honrats) enhardie par le succès de ses affaires tente de s'opposer à une évolution encouragée par les proches conseillers de la couronne et les "affairistes de cour" qui ouvre la voie à l'unification espagnole ainsi qu' à une tendance à l'absolutisme importé de Castille par la dynastie des Trastamare.

## Le contexte

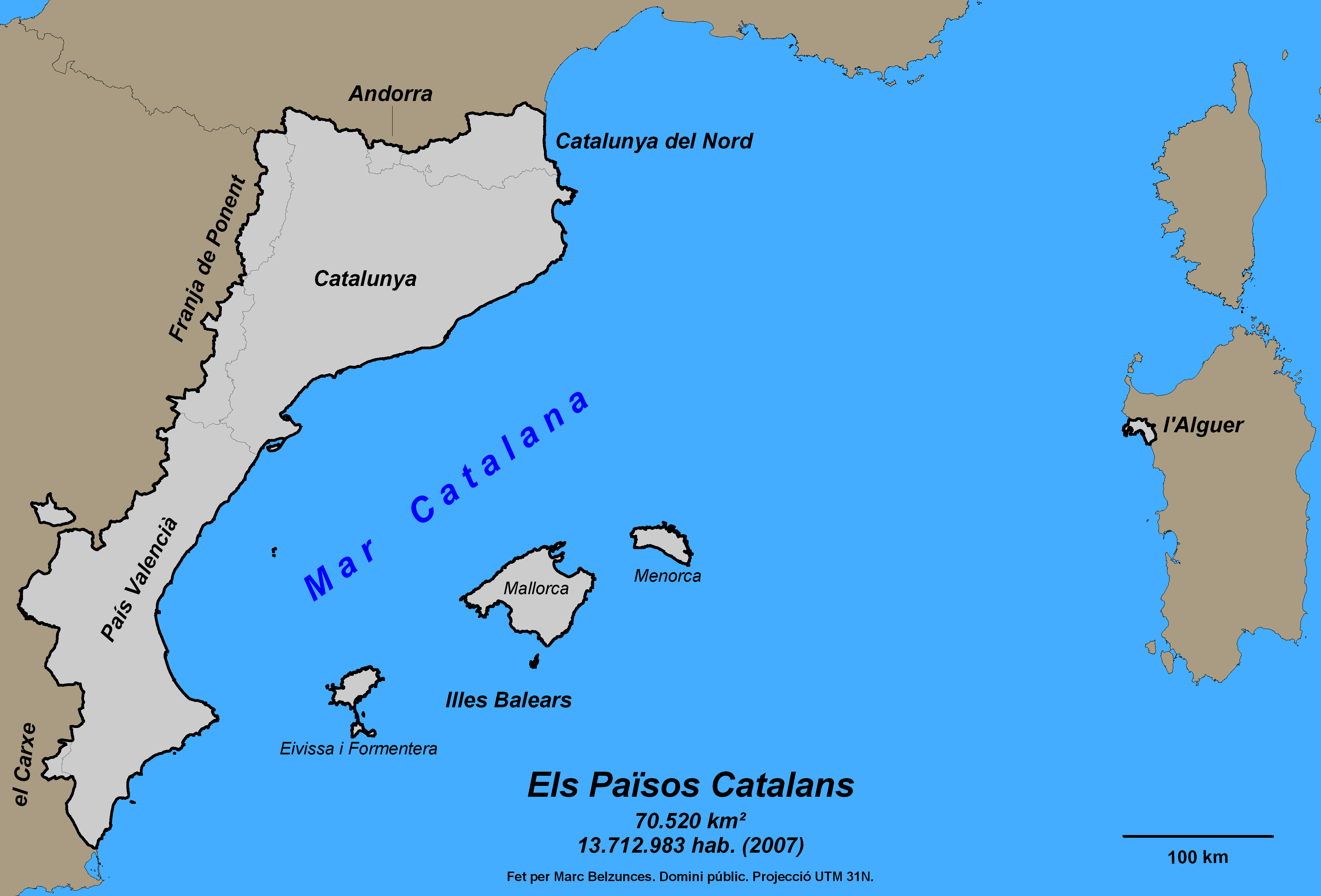
Carte des pays catalans.

Le XVe siècle européen commence par une grave crise politique qui se conclut par le compromis de Caspe en 1412 par lequel Ferdinand Ier d'Aragon (dit d'Antequera) est désigné comme successeur de son oncle Martin Ier d'Aragon décédé en 1410. Les rois d'Aragon issus de la maison Trastamare et leurs conseillers (juristes et financiers) veulent imposer un pouvoir royal fort, au détriment de l'oligarchie urbaine et des seigneurs féodaux (et particulièrement des grandes seigneuries ecclésiastiques).

### La révolte desRemences[3]
Selon la thèse de Jaume Vicens Vives partagée par plusieurs historiens contemporains, en 1462 éclate la révolte des paysans vassaux (remences) soumis aux pires exactions par leurs seigneurs féodaux (y compris les membres de l'oligarchie urbaine possesseurs de seigneuries). La remença est depuis devenue synonyme de "vassalité servile", et les remences sont aujourd'hui encore souvent considérés comme d'authentiques "serfs de la glèbe". Mais certains auteurs tels Jean Auguste Brutails (1859-1926) ou  Narcisso Pages i Prats en 1882 , ou encore plus récemment Miquel Golobardes i Vila ont sérieusement mis en doute l'existence d'une "vassalité servile" en Catalogne.  
En 1448, le roi Alphonse V d'Aragon, désireux de renforcer sa position dans le rapport de forces permanent entre la couronne et les seigneurs féodaux de la principauté de Catalogne, invite les remensas à se constituer en syndicat, en vue de discuter du rachat (redemptio) des cinq mauvais usages (mals usos), dont la fameuse remença (ou remensa) qui n'est autre qu'une indemnité compensatrice (plutôt symbolique) de la rupture du lien féodal.  
Jean II d'Aragon, couronné à la mort de son frère, passe à la vitesse supérieure en supervisant la  "révolte" de quelques centaines de paysans vassaux dans une zone géographique relativement restreinte (alors que les autres restent étrangers au conflit quand ils ne prennent pas le parti de la Generalitat). Le monarque va jusqu'à reconnaître officiellement leur chef Francesc de Verntallat en l'instituant capitaine général de la principauté de Catalogne, lequel s'illustrera par une fidélité sans faille à la Couronne. Jean II cherche ainsi  à contrer les ambitions politiques de l'oligarchie urbaine qui s'est affirmée à l'occasion du conflit entre ce souverain et son fils, Charles de Viane (1421-1461).

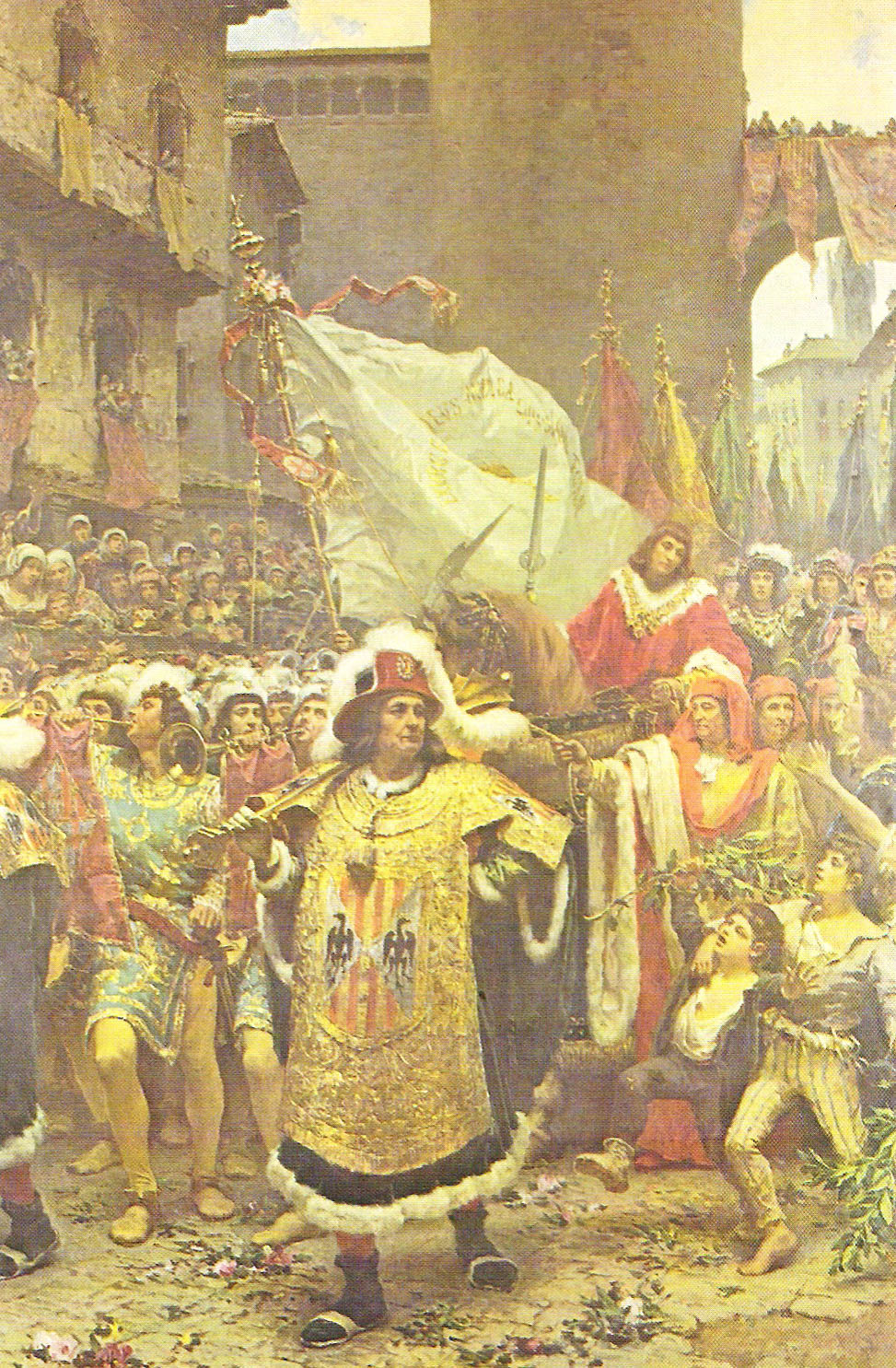
Entrée de Charles d'Aragon, prince de Viane à Barcelone.

Une seconde révolte de remences advient en 1475 et se conclut par la sentence arbitrale de Guadalupe en 1486, signée dans le Monastère royal de Santa María de Guadalupe (province de Cáceres en Estrémadure), laquelle prévoit l'abolition des cinq "mauvais usages" contre le versement d'une indemnité qui doit être financée par les "bénéficiaires".  

### LaBigaet laBusca
À partir de 1450, deux factions s'opposent pour le contrôle politique de la municipalité de Barcelone. La Biga est présentée par certains auteurs comme le parti des bourgeois (citoyens honorés) et celui des marchands qui pratiquent le grand commerce (mercaders). La Busca est censée regrouper les boutiquiers et les artisans (menestrels). Cette analyse s'attache principalement à décrire un conflit social.
Il existe cependant une similitude de situation entre l'instrumentalisation des remensas par la Couronne, et la tentative de soulèvement du parti populaire de la Busca qui fut déjoué à temps et conduisit à l'exécution des principaux comploteurs, Francesc Pallares et Pere Destorrent. Complot dont les historiens Ferran Soldevila et Ferran Valls i Taberner ont écrit qu'il fut conçu et exécuté sur ordre de la reine consort d'Aragon.

### La succession de Navarre

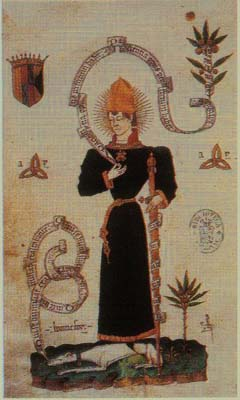
Le prince Charles de Viane

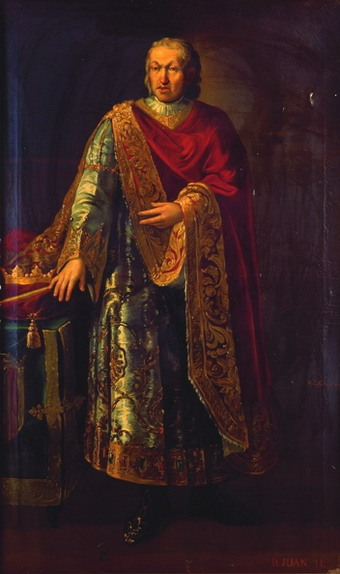
Jean II d'Aragon par Manuel Aguirre y Monsalbe (1885)

Alors qu'il n'est pas encore roi d'Aragon, Jean II devient roi consort de Navarre en 1425 lorsque son épouse Blanche accède au trône de ce royaume. À la mort de celle-ci, en 1441, Jean II prive leur fils Charles de Viane de la couronne qui lui échoit pourtant de plein droit. L'usurpation du trône déclenche la Guerre civile de Navarre, au cours de laquelle s'affrontent las Agramonteses qui appuient Jean II et les Beaumonteses, soutiens de Charles de Viane. Le prince Charles est défait en 1451 lors de la bataille d'Aibar et reste emprisonné durant deux années. Une fois libéré, il cherche l’arbitrage de son oncle, Alphonse V, mais à la mort de ce dernier la couronne d'Aragon échoit à son père, Jean II.
En 1460, Jean II parvient à attirer à lui Charles de Viane en feignant une volonté d'apaisement, mais le retient aussitôt prisonnier. Cette mesure soulève l'indignation des Catalans. Les Corts Catalanes, réunies à Lérida, élisent un Conseil de la Principauté qui exige la libération immédiate du prince de Viane. De nouveaux soulèvements en Navarre font céder le roi, qui libère son fils en 1461. Jean II se voit contraint d'accepter plusieurs conditions humiliantes dont celle d'avoir à solliciter l'autorisation préalable de la Generalitat pour pénétrer en Catalogne (Capitulation de Vilafranca). Charles meurt peu après, et des rumeurs courent sur son empoisonnement. La mort de Charles de Viane voit l'amorce de la "révolte des remences" et de la guerre civile catalane. 
Jean II a négocié secrètement l'appui du roi de France Louis XI - à qui il a emprunté 200 000 doublons gagés sur la Cerdagne et le Roussillon - pour mater la rébellion catalane. Il a également promis à son gendre Gaston de Foix, la couronne de Navarre sur laquelle celui-ci n'a pourtant aucun droit. Après de nombreux atermoiements, la Generalitat informée des intentions réelles du monarque décide de lever une armée.

## La guerre civile

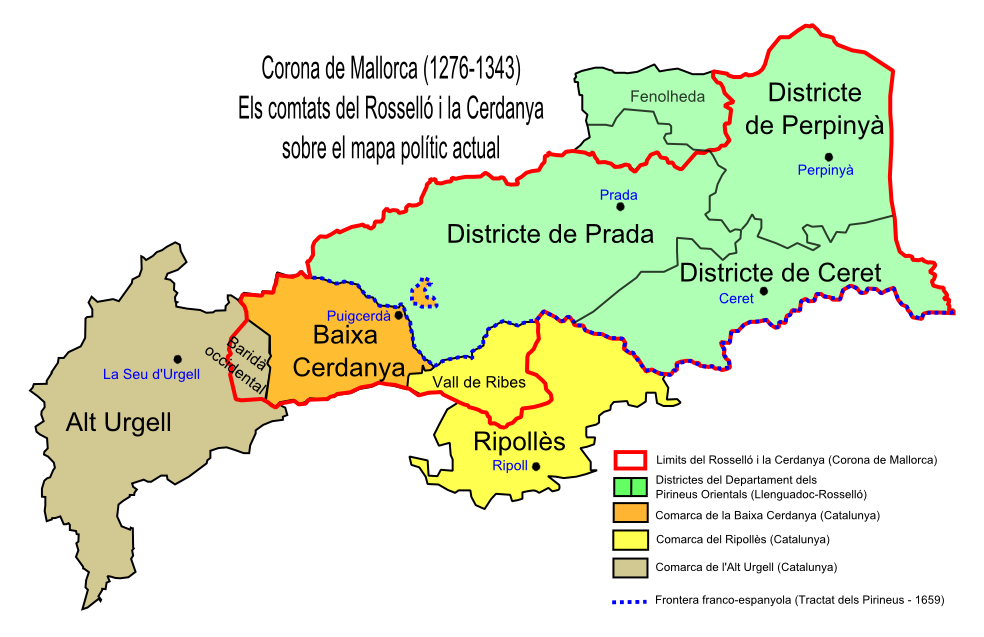
Les anciens comtés de Roussillon et de Cerdagne sur la carte politique actuelle du département des Pyrénées-Orientales et la région de Basse-Cerdagne et Ripollès.

Le roi Jean II et son épouse sont déclarés ennemis publics du Principat de Catalogne. C'est alors que commence pour les Catalans la difficile quête d'un nouveau souverain.
Ainsi, en 1462, la couronne est proposée au roi Henri IV de Castille à condition qu'il s'engage à respecter les particularismes catalans. Le roi de Castille bénéficie également de l'avis favorable des Beamonteses navarrais. Henri IV accepte et ses troupes font lever le siège de Barcelone. Jean II profite néanmoins des dissensions de la noblesse castillane pour amener le roi de Castille à un accord, signé grâce à la médiation de Louis XI : Henri IV renonce à la Principauté et, en contrepartie, gagne la ville d'Estella et Jean II renonce à l'ensemble de ses revenus castillans. Puis, en 1464, la couronne est offerte au connétable Pierre de Coimbra, petit-fils de Jacques II d'Urgell, qui s'allie à l'ennemi de Louis XI, le duc de Bourgogne Charles le Téméraire.
Les trois autres royaumes de la Couronne d'Aragon - Aragon, Valence et Majorque - prennent parti pour le roi Jean II.
Le 28 février 1465, les troupes de Jean II mettent en déroute celles de Pierre de Coimbra, dont les troupes parviennent néanmoins, en juillet de la même année, à venir en aide, par mer, à Barcelone assiégée. 
En 1466, à la mort de Pierre de Coimbra, la couronne est offerte à René d'Anjou, petit-fils de Jean Ier d'Aragon et adversaire d'Alphonse V. René d'Anjou confie le commandement des opérations à son fils Jean II de Lorraine, nanti à l'occasion du titre de duc de Gérone, qui meurt à Barcelone en 1470 après une série de victoires militaires. 
Le 14 octobre 1469, Jean II finit par s'allier avec le royaume de Castille avec le mariage de son fils Ferdinand avec sa cousine Isabelle. 
À la fin de l'année  1471, les troupes royales ont repris le contrôle de la majeure partie de la Catalogne et mettent le siège devant Barcelone, qui capitule le 8 octobre 1472 alors que Jean II accorde une amnistie générale.
Signée le 24 octobre 1472, la Capitulation de Pedralbes marque la fin du conflit et annonce la fin de la souveraineté catalane bien que les institutions soient formellement conservées.

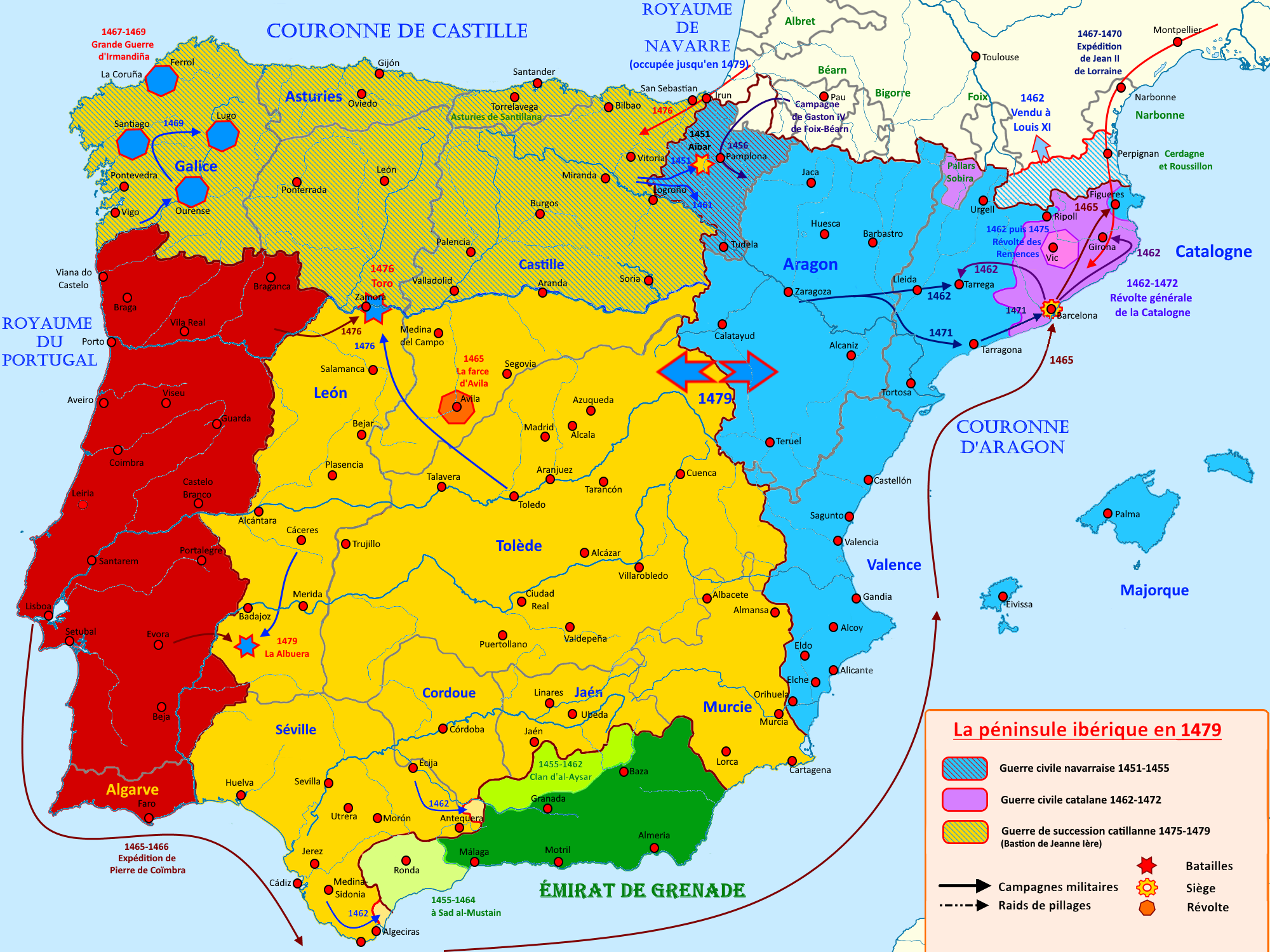
La guerre civile catalane de 1462 à 1472

## Conséquences
Jean II meurt en 1479. Il appartient à son fils et successeur, Ferdinand II le Catholique, de gérer les conséquences de la guerre civile catalane.
La marche vers l'unification espagnole trouve son accomplissement dans l'union des couronnes de Castille et d'Aragon à l'occasion du mariage des Rois catholiques.
La principauté de Catalogne sort extrêmement affaiblie de ce conflit. Non seulement sur le plan politique mais aussi du point de vue économique. 
Durant le siècle suivant, le commerce catalan essentiellement tourné vers la  Méditerranée va souffrir de la conquête des Balkans par les Ottomans. 
Les Catalans ne participeront que très marginalement au développement du commerce transatlantique avec le Nouveau Monde dont la monarchie réserve les bénéfices aux seuls affairistes bien en cour.
La Cerdagne et le Roussillon ne seront récupérés qu'en 1493 avec la signature du traité de Barcelone.